# ميخائيل بيلينغتون
ميخائيل بيلينغتون (بالإنجليزية: Michael Billington)‏ هو كاتب سير وصحفي بريطاني، ولد في 16 نوفمبر 1939 في ليمينغتون سبا في المملكة المتحدة.